# 俄庇斯之战
俄庇斯之战是公元前539年9月阿契美尼德帝国与新巴比倫帝國之间在俄庇斯爆發的一場戰役，也是兩國之間最后一場大型戰役。当时新巴比倫帝國是西亚最后一个尚未受波斯控制的大国。最終阿契美尼德波斯帝国取得决定性胜利。